# Little 15
«Little 15» — четвертий сингл із шостого студійного альбому Music for the Masses британської групи Depeche Mode і 20-й у дискографії групи; вийшов 16 травня 1988 року. У США оригінального комерційного релізу не було.

## Подробиці
Ця пісня не планувалася до виходу як сингл, щобільше, вона неохоче була включена у трек-лист альбому. Однак, французький лейбл побажав випустити цю пісню окремо. Сингл став дуже популярним за межами Великої Британії, при цьому у самій Великій Британії його популярність виявилася набагато нижчою — пісня підіймалася лише на 60-е місце в UK Singles Chart — це другий найнижчий показник для синглів Depeche Mode. На відміну від попередніх синглів групи, для цього синглу не було використано позначення «BONG» у каталожному номері, вперше з часів «Leave in Silence», що вийшов у 1982.
Назва пісні та статус незначного релізу сприяли тому, що сингл отримав спеціальний каталожний номер «LITTLE15». У цьому сенсі він може розглядатися як «малий» реліз, між BONG15 («Behind the Wheel») і BONG16 («Everything Counts (Live)»). За іронією долі, «Little 15» не потрапила у французький чарт, але вона також була випущена у вигляді синглу в інших країнах, ставши, зрештою, успішною: у Західної Німеччини — № 16, в Австрії — № 25 та у Швейцарії потрапила у список 20 найпопулярніших під № 18.
На момент випуску синглу реміксів на пісню не існувало (версії пісні на релізах 12" та 7" схожі з альбомної), проте є два інструментальних бі-сайда, обидва виконані Аланом Уайлдером на фортепіано. Перший, «Stjarna» (неправильно званий «St. Jarna»), що є ісландським жіночим ім'ям, та у перекладі означає «зірка», написаний Мартіном Гором . Сторона «Б» релізу 12" також містить виконання « Місячної сонати » Людвіга ван Бетховена . Згідно з вебсайтом Алана Уайлдера, він не збирався використовувати ці композиції як бі-сайди, і виконував їх просто заради забави, але Гор крадькома записав їх. Виконання Уайлдером пісні не є цілком ідеальним (помилка виникає ближче до кінця пісні). Обидві інструментальні композиції були продюсовані тільки самими учасниками Depeche Mode (на відміну від головної пісні, яку крім них продюсували ще Деніел Міллер і Дейв Бескомб).
Режисером музичного кліпу на пісню «Little 15» виступив Мертайн Еткінс. Кліп був знятий в Треллік-тауер в Лондоне.
Between the Buried and Me випустили кавер-версію на цю пісню в їхньому альбомі 2006 року The Anatomy Of.